# Joseph Duffy
Joseph Duffy (Donegal Town, 18 febbraio 1988) è un artista marziale misto irlandese.
Combatte nella divisione dei pesi leggeri per l'organizzazione statunitense UFC. In passato ha militato anche nella promozione britannica Cage Warriors.

## Caratteristiche tecniche
Dotato di un ampio bagaglio di sottomissioni, Duffy è un lottatore che predilige il combattimento a terra. Si è dimostrato tuttavia un combattente completo, avendo un valido background anche in discipline quali pugilato, jiu jitsu brasiliano e taekwondo. 
Nelle fasi di combattimento in piedi è solito utilizzare la propria esperienza nella boxe esibendo un jab sinistro pungente ed un ottimo gioco di gambe.

## Carriera nelle arti marziali miste

### Ultimate Fighting Championship
Il 7 luglio 2016 sfida il canadese Mitch Clarke all'evento UFC Fight Night 90, ottenendo una vittoria tramite sottomissione a venticinque secondi dall'inizio del match.
Dopo due anni di distanza torna a combattere nel Regno Unito il 18 marzo 2017 quando sale sull'ottagono contro l'iraniano Reza Madadi. Duffy si aggiudica il successo via decisione unanime dei giudici utilizzando la maggiore abilità nel pugilato.

## Risultati nelle arti marziali miste
| Risultato | Record | Avversario    | Metodo                           | Evento                                      | Data            | Round | Tempo | Città                          | Note |
| --------- | ------ | ------------- | -------------------------------- | ------------------------------------------- | --------------- | ----- | ----- | ------------------------------ | ---- |
| Sconfitta | 16-5   | Joel Álvarez  | Sottomissione (guillotine choke) | UFC Fight Night: Figueiredo vs. Benavidez 2 | 19 luglio 2020  | 1     | 2:25  | Abu Dhabi, Emirati Arabi Uniti |      |
| Sconfitta | 16-4   | Marc Diakiese | Decisione (unanime)              | UFC Fight Night: Till vs. Masvidal          | 16 marzo 2019   | 3     | 5:00  | Londra, Inghilterra            |      |
| Sconfitta | 16-3   | James Vick    | KO tecnico (pugni)               | UFC 217: Bisping vs. St-Pierre              | 4 novembre 2017 | 2     | 4:59  | New York City, Stati Uniti     |      |
| Vittoria  | 16-2   | Reza Madadi   | Decisione (unanime)              | UFC Fight Night: Manuwa vs. Anderson        | 18 marzo 2017   | 3     | 5:00  | Londra, Inghilterra            |      |
| Vittoria  | 15-2   | Mitch Clarke  | Sottomissione (rear-naked choke) | UFC Fight Night: dos Anjos vs. Alvarez      | 7 luglio 2016   | 1     | 0:25  | Las Vegas, Stati Uniti         |      |